# Callitris monticola
Callitris monticola ist eine Pflanzenart aus der Familie der Zypressengewächse (Cupressaceae). Sie ist im östlichen Australien heimisch.

## Beschreibung
Callitris monticola wächst als aufrechter, buschiger, immergrüner Strauch, der Wuchshöhen von bis zu 2,5 Metern erreichen kann. Die Äste gehen aufrecht vom Stamm ab.
Die blaugrünen bis dunkelgrünen Blätter sind 2 bis 4 Millimeter lang und die Blattrückseite ist auffällig gekielt.
Über die männlichen Blütenzapfen ist in den hier ausgewerteten Quellen nichts bekannt. Die einzeln oder in kleinen Gruppen an den Zweigen stehenden weiblichen Zapfen sind bei einem Durchmesser von 1,5 bis 2,5 Zentimetern breit-eiförmig bis abgeflacht-kugelig geformt. Die Zapfen sind anfangs blaugrün gefärbt und verfärben sich zur Reife hin. Jeder Zapfen enthält sechs dicken Zapfenschuppen und mehrere Samenkörner. Die Samen können nach der Reife mehrere Jahre in den Zapfen verbleiben, ehe sie entlassen werden und die Zapfen von den Zweigen fallen. Die dunkelbraunen Samen sind etwa 2 bis 3 Millimeter groß und besitzen zwei oder drei Flügel.

## Vorkommen und Gefährdung
Das natürliche Verbreitungsgebiet von Callitris monticola liegt im Südosten Queenslands und im Nordosten New South Wales. In New South Wales erstreckt sich das Verbreitungsgebiet vom Gibraltar-Range-Nationalpark bis an die Küste. In Queensland umfasst es die Border Ranges an der Grenze zu New South Wales.
Callitris monticola wächst vor allem auf flachgründigen, sandigen Böden, die sich auf Sandstein, Granit oder Rhyolith bilden.
Callitris monticola wird in der Roten Liste der IUCN 1998 als „gefährdet“ eingestuft. Es wird jedoch darauf hingewiesen, dass eine erneute Überprüfung der Gefährdung notwendig ist. Als Hauptgefährdungsgründe werden der Holzeinschlag, Waldbrände und Überweidung angegeben.

## Taxonomie
Die Erstbeschreibung von Callitris monticola erfolgte 1957 durch Joy Garden in Contributions from the New South Wales National Herbarium, Band 2, Seite 385.